# Gauliga Ostmark
Gauliga Ostmark byla jedna z mnoha skupin Gauligy, nejvyšší fotbalové soutěže na území Německa v letech 1933 – 1945. Vytvořena byla v roce 1938 po anexi Rakouska. Vítězové jednotlivých skupin Gauligy postupovali do celostátní soutěže, která trvala necelý měsíc, v níž se kluby utkávaly vyřazovacím způsobem.
Zanikla v roce 1945 po pádu nacistického Německa. Po jeho zániku přešly všechny oddíly zpátky do rakouských ligových soutěží.

## Nejlepší kluby v historii - podle počtu titulů
Zdroj: 
| Vítězové nejvyšší ligové soutěže |        |                  |
| Klub                             | Tituly | Vítězné ročníky  |
| First Vienna FC 1894             | 3      | 1942, 1943, 1944 |
| SK Rapid Wien                    | 2      | 1940, 1941       |
| SK Admira Wien                   | 1      | 1939             |

## Vítězové jednotlivých ročníků
Zdroj: 
| Gauliga Ostmark (1938 – 1945)                                                                            |                          |                                 |               |
| Ročník                                                                                                   | Vítěz Gauligy            | Umístění v německém mistrovství | Německý mistr |
| 1938 – 1939                                                                                              | SK Admira Wien (1)       | Finále                          | FC Schalke 04 |
| 1939 – 1940                                                                                              | SK Rapid Wien (1)        | 3. místo                        | FC Schalke 04 |
| 1940 – 1941                                                                                              | SK Rapid Wien (2)        | Vítěz                           | SK Rapid Wien |
| 1941 – 1942                                                                                              | First Vienna FC 1894 (1) | Finále                          | FC Schalke 04 |
| 1942 – 1943                                                                                              | First Vienna FC 1894 (2) | Semifinále                      | Dresdner SC   |
| 1943 – 1944                                                                                              | First Vienna FC 1894 (3) | Čtvrtfinále                     | Dresdner SC   |
| • Gauliga byla v sezóně 1944/45 zrušena, a to kvůli přesunutí bojů druhé světové války na území Německa. |                          |                                 |               |